# Римале (Парма)
Римале је насеље у Италији у округу Парма, региону Емилија-Ромања.
Према процени из 2011. у насељу је живело 28 становника. Насеље се налази на надморској висини од 71 м.